# Laurent Walthert
Laurent Walthert (sinh ngày 30 tháng 3 năm 1984) là một thủ môn bóng đá người Thụy Sĩ hiện tại thi đấu cho Neuchâtel Xamax FC tại Giải bóng đá vô địch quốc gia Thụy Sĩ.